# Song-Mahop
Song Mahop est un quartier de Douala, la capitale économique du Cameroun. Il est situé dans le troisième arrondissement de la ville.

## Géographie
Song-Mahop est localisé dans la commune d'arrondissement de Douala III. Il relève du département du Wouri dans la région du Littoral. Il appartient au canton Bassa. Song-Mahop se déploie dans la périphérie sud-est de Douala, dans le versant de la rivière Ngoua.Le document de nomenclature des quartiers du Cameroun lors de la troisième Enquête camerounaise auprès des ménages (ECAM3) lui attribue le code 1360[réf. à confirmer].

## Population
Selon le troisième Recensement général de la population et de l'habitat (RGPH), Song-Mahop compte 10754 habitants en 2005. 5420 sont des hommes et 5334 sont des femmes.

## Économie
Les habitants de Song-Mahop pratiquent plusieurs activités génératrices de revenus. Notamment l'agriculture, l'élevage, l'artisanat et le commerce. L'extraction et la vente du sable sont l'une des caractéristiques du quartier.

## Environnement
Des problèmes d'assainissement et gestion des déchets ménagers sont recensés. Particulièrement en rasion du cas des bouteilles plastiques qui se déversent dans les cours d'eau et obstruent les drains et caniveaux.